# A Nazionale 1967-1968
La A Nazionale 1967-1968 è stata la 28ª edizione del massimo campionato greco di pallacanestro maschile. La vittoria finale è stata ad appannaggio dell'AEK Atene.

## Risultati

### Stagione regolare
|     | Squadra             | G  | V  | P  | PF | PS | Pt. | Qualificazione            |
| --- | ------------------- | -- | -- | -- | -- | -- | --- | ------------------------- |
| 1.  | AEK Atene           | 22 | 22 | 0  |    |    | 44  |                           |
| 2.  | Panathīnaïkos       | 22 | 19 | 3  |    |    | 41  |                           |
| 3.  | Aris Salonicco      | 22 | 17 | 5  |    |    | 29  |                           |
| 4.  | Olympiakos          | 22 | 14 | 8  |    |    | 36  |                           |
| 5.  | Sporting Atene      | 22 | 11 | 11 |    |    | 33  |                           |
| 6.  | PAOK Salonicco      | 22 | 10 | 12 |    |    | 32  |                           |
| 7.  | Amintas             | 22 | 9  | 13 |    |    | 31  |                           |
| 8.  | Pagrati Atene       | 22 | 9  | 13 |    |    | 31  |                           |
| 9.  | Panellīnios         | 22 | 8  | 14 |    |    | 30  |                           |
| 10. | Paniōnios           | 22 | 7  | 15 |    |    | 29  |                           |
| 11. | XAN Salonicco       | 22 | 5  | 17 |    |    | 27  | retrocesse in B Nazionale |
| 12. | MAS Aetós Salonicco | 22 | 1  | 21 |    |    | 23  | retrocesse in B Nazionale |

| A Nazionale 1967-1968 |
| --------------------- |
| AEK Atene 6º titolo   |

## Formazione vincitrice
| N° | Naz.              | Ruolo | Sportivo            |  | Alt. |  |
| -- | ----------------- | ----- | ------------------- |  | ---- |  |
|    | Grecia (bandiera) |       | Antōnīs Chrīsteas   |  |      |  |
|    | Grecia (bandiera) | G     | Giōrgos Amerikanos  |  |      |  |
|    | Grecia (bandiera) |       | Stelios Vasileiadis |  |      |  |
|    | Grecia (bandiera) |       | Aias Larentzakīs    |  |      |  |
|    | Grecia (bandiera) | P     | Chrīstos Zoupas     |  | 180  |  |
|    | Grecia (bandiera) | C     | Giōrgos Trontzos    |  | 217  |  |
|    | Grecia (bandiera) |       | Lakis Tsavas        |  |      |  |
|    | Grecia (bandiera) |       | Nikos Nesiadis      |  |      |  |
|    | Grecia (bandiera) |       | Andreas Dimitriadis |  |      |  |
|    | Grecia (bandiera) |       | Petros Petrakis     |  |      |  |
|    | Grecia (bandiera) | All.  | Nikos Mīlas         |  |      |  |